# Royalty
Royalty er en honoraraftale, hvor indehaveren af en immaterialret får betaling for hvert solgt eksemplar af det produkt, hvor rettigheden udnyttes.
Royalties benyttes ved licensaftaler, hvor rettighedshaveren giver en anden tilladelse til at udnytte for eksempel musikrettigheder, filmrettigheder, et varemærke eller et patent. Når royalties bruges som betalingsform er rettighedshaverens indtjening afhængig af salget. Dog kan royalties kombineres med en fast mindstebetaling.